# Józef Stadnicki (zm. po 1806)
Józef Stadnicki herbu Szreniawa bez Krzyża (ur. ?, zm. po 1806) – polski ziemianin,  poseł na sejm, chorąży grabowiecki.

## Życiorys
Jako chorąży grabowiecki głosował w sejmie za wyborem Stanisława Augusta w 1764 roku. Był starostą ostrskim.
W 1783 roku otrzymał austriacki tytuł hrabiowski.
Był właścicielem dobra Niemirowszczyzna w obwodzie przemyskim oraz dóbr w obwodzie brzeżańskim.

## Odznaczenia
- Order Orła Białego
- Order Świętego Stanisława.

## Życie rodzinne
Był synem Aleksandra Stadnickiego, chorążego grabowieckiego, i Janiny z domu Drohojowskiej h. Korczak. Ożenił się z Katarzyną hr. Krasicką h. Rogala (bratanicą Ignacego Krasickiego), z którą miał dzieci: 
- Teofilę (zm. w 1860), damę krzyża gwiaździstego, żonę Macieja Krasickiego, posła Stanów Galicyjskich,
- Jana,
- Ignacego (1784–1813), kawalera Orderu Orła Białego, stolnika podolskiego (zginął w kampanii rosyjskiej)
- Aleksandra (1786–1853), kawalera Orderu Virtuti Militari i Legii Honorowej,
- Teresę,
- Róże,
- Antoniego,
- Annę.